# Château de Barengo
Le château de Barengo, est un château italien situé sur les hauteurs de la ville, sur une position surélevée avec vue sur les plaines environnantes, le long de la route qui reliait à l'origine de la via Francigena avec les gués sur la rivière Sesia.

## Histoire
Il n'y a pas de preuves fiables sur sa fondation; la première documentation de la présence d'un castrum date du XIVe siècle, quand toute la ville de Barengo est déplacée de la rive de l'Agogna. Protégé par ses fortifications, il a résisté à la dévastation et au pillage pendant la guerre entre Jean II de Montferrat et Galéas II Visconti entre 1358 et 1362.
La construction de la forteresse actuelle est contemporaine à celle du château et date de la seconde moitié du XVe siècle, lorsque les territoires de Briona, Barengo et Maggiora sont devenus le fief des Tornielli (1449). Le comte Giovanni Zanardo a commencé à construire une nouvelle maison forte dans le « castrum » du XIVe siècle, occupant un tiers de la surface. La construction a été poursuivie par son fils Melchior. Le bâtiment, construit du côté nord, a été conçu à la fois pour une fonction militaire et pour être une agréable maison de campagne pour son propriétaire. Elle fait presque entièrement constituée de briques, avait un plan trapézoïdal à l'est, parallèle côté ouest et ouvert au sud pour permettre un plus grand ensoleillement à l'intérieur. Sur le côté ouest de la colline, ont été rajoutées deux tours angulaires, aujourd'hui disparu; l'entrée était au nord-est, protégée par un fossé, et reliée par un pont-levis.
La structure originale a subi de nombreuses modifications et altérations au cours des siècles et déjà au début du XIXe siècle, elle était en partie ruinée. En 1849, le château a subi une restauration qui a modifié le plan initial. Après la guerre, la propriété passa au comte Gaudenzio Tornielli de Borgolavezzaro qui a commandé à l'architecte Carlo Nigra (it) la reconstruction selon les canons stylistiques du Moyen Âge. D'autres rénovations ont été effectuées par la suite par la famille Boroli, les propriétaires actuels. Cependant, malgré les reconstructions, plusieurs témoignages du bâtiment d'origine demeurent, tels que les murs, les fondations et certaines portes d'entrée.

## La villa
Avec le château, il existe également un palais-villa situé à la base du rocher, à côté de l'église paroissiale, qui appartenait autrefois à la branche cadette des Tornielli. Le bâtiment a une forme rectangulaire, divisé  en trois étages avec une grande cour centrale. Sur le côté est se trouve une loggia formée par trois baies tandis qu'au coin sud-est il y a un petit colombier. L'aspect actuel est principalement dû à la restauration du XVIIIe siècle.

## Source de la traduction
- (it) Cet article est partiellement ou en totalité issu de l’article de Wikipédia en italien intitulé « Castello di Barengo » (voir la liste des auteurs).